# Anthurium ochranthum
Anthurium ochranthum är en kallaväxtart som beskrevs av Karl Heinrich Koch. Anthurium ochranthum ingår i släktet Anthurium och familjen kallaväxter. Inga underarter finns listade.